# Avoca, Nebraska
Avoca är en ort (village) i Cass County i Nebraska. Vid 2020 års folkräkning hade Avoca 178 invånare.